# Dichagyris psammochroa
Dichagyris psammochroa är en fjärilsart som beskrevs av Charles Boursin 1940. Dichagyris psammochroa ingår i släktet Dichagyris och familjen nattflyn. Inga underarter finns listade i Catalogue of Life.